# Pete Fenson
Pete Fenson (ur. 29 lutego 1968 w Bemidji, Minnesota), amerykański curler, olimpijczyk, wielokrotny reprezentant Stanów Zjednoczonych w curlingu. Gra w Bemidji Curling Club. W 2003 i 2005 Amerykańska Federacja Curlingu wybrała go zawodnikiem roku. Jest żonaty, ma dwójkę synów Alexa i Graema. 
Fenson w curling zaczął uprawiać w wieku 13 lat, głównie dzięki ojcu, Bobowi, który w 1979 został mistrzem Stanów Zjednoczonych, a obecnie jest trenerem drużyny syna. Jest właścicielem dwóch pizzerii.
W 1986 w wieku 17 lat Fenson zdecydował się na udział w stanowych mistrzostwach juniorów, nie odniósł jednak wówczas większych sukcesów. Rok później wystartował w stanowych kwalifikacjach olimpijskich.
W 1993 dostał propozycję grania w drużynie Scotta Bairda na pozycji trzeciego, którą zaakceptował. Z nową drużyną wygrał Mistrzostwa Minnesoty 1993 i zakwalifikował się do mistrzostw kraju, które wygrał. Na Mistrzostwach Świata 1993 Stany Zjednoczone wygrały w Round Robin 5 meczów na 9, doprowadziło to do tie-breakerów z Danią i Szwajcarią. Ostatecznie po fazie grupowej Amerykanie znaleźli się na 4. miejscu, następnie przegrali półfinał z Kanadą 5:6 co dało im brązowy medal.
W następnym roku drużyna Bairda występ w mistrzostwach kraju miała zapewniony jako Team USA. Zespół obronił tytuł mistrzowski, w Mistrzostwach Świata 1994 również musiał rozgrywać tie-breaker. Wówczas Stany Zjednoczone przegrały z Niemcami i Szwecją i zostały ostatecznie sklasyfikowane na 5. miejscu.
Następnym sukcesem zespołu Bairda było mistrzostwo stanu w 1997, zawody krajowe ukończyli z bilansem 5-5. Rok później skip podjął decyzję o zakończeniu kariery. Pete Fenson stworzył wówczas nową drużynę, z którą wystartował w kwalifikacjach stanowych, wygrał je a mistrzostwa Stanów Zjednoczonych zakończył w półfinale. Rok później również reprezentował Minnesotę na mistrzostwach kraju, turniej ten zakończył z 7 zwycięstwami i 4 porażkami. W 2001 drużyna Fensona wystąpiła na mistrzostwach kraju, gdzie rozgrywała tie-breaker. W 2003 Fenson dostał się do mistrzostw ogólnokrajowych poprzez turniej drugiej szansy, zdobył złoty medal i jego drużyna wyjechała na Mistrzostwa Świata 2003. Turniej ten zakończyła na 8. miejscu z bilansem 2-7, zwyciężyła jedynie z Niemcami i Koreą.
Jako obrońcy tytułu mistrzowskiego Fenson wystąpił na Mistrzostwach USA 2004, dotarł tam do finałów jednak nie sprostał drużynie Jasona Larwaya. Odzyskał tytuł mistrzowski rok później. W Mistrzostwach Świata 2005 jego drużyna spisywała się dobrze i jak 6 innych zakończyła fazę grupową bilansem 8-3, kolejnie Fenson zmierzył się w przegranym 6:10 tie-breakerze z Norwegami. Stany Zjednoczone zdobyły 6. pozycję. W tym samym roku wygrał kwalifikacje do Zimowych Igrzysk Olimpijskich 2006.
W styczniu 2006 drużyna Fensona obroniła tytuł mistrzowski w rozgrywkach krajowych. W następnym miesiącu rozgrywała turniej olimpijski we włoskim Pinerolo. Reprezentacja USA z bilansem 6-3 zajęła 3. miejsce po Round Robin, w półfinale przegrała z późniejszymi mistrzami Kanadyjczykami 5:11. W meczu o brązowy medal zespół pokonał 8:6 Szkotów. Po sukcesie na igrzyskach przyszedł występ na Mistrzostwach Świata 2006, Amerykanie zakończyli fazę grupową bilansem 7-4 i wystąpili w dolnym meczu play-off. Przegrali tam z Norwegami 5:8 i zajęli 4. miejsce. Amerykański Komitet Olimpijski ogłosił drużynę Pete Fensona drużyną roku 2006.
Latem 2006 otwierający John Shuster przeprowadził się do Duluth i był zmuszony opuścić drużynę. Jego miejsce zajął Doug Pottinger a następnie Tom O'Connor. Po zmianach drużyna zajmowała w krajowych mistrzostwach 2007 i 2008 odpowiednio 5. i 6. miejsce. Do zespołu w sezonie 2009/2010 dołączył Tyler George, drużyna wygrała mistrzostwa USA. W MŚ Fenson awansował do fazy play-off, jednak przegrał tam pierwszy mecz i mały finał przeciwko Szkotom (David Smith) 4:6. Rok później Amerykanie zajęli odległe 10. miejsce wygrywając tylko 3 spotkania, na tym samym miejscu ekipa Fensona uplasowała się w 2014.

## Drużyna
- Shawn Rojeski – trzeci, wicekapitan
- Joe Polo – drugi
- Ryan Brunt – otwierający

Byli zawodnicy
- Scott Baird – skip
- Eric Fenson – trzeci
- Rick Fenson – otwierający
- Tyler George – otwierający
- Mark Haluptzok – trzeci, drugi
- Chase Jackson – otwierający
- Tim Johnson – otwierający
- Jason Larway – drugi
- Joel Larway – otwierający
- Doug Pottinger – otwierający
- Tom O'Connor – otwierający
- John Shuster – otwierający